# Eőry Vilmos
Eőry Vilmos (Csopak, 1884. október 27. – Budapest, Ferencváros, 1957. november 4.) gyógyszerész, városbíró.

## Életútja
Eőry Gusztáv és Kraschanics Irén fiaként született. Középiskoláit Győrben, egyetemi tanulmányait Budapesten végezte 1909-ben. 1903-tól Szombathelyen dolgozott mint gyógyszerész. 1910. december 6-án Szombathelyen házasságot kötött Rauscher Kornélia Irma Ilonával, Rauscher Miksa építész lányával. 1910-ben Sárvárra került, itt megvásárolta a Megváltóhoz nevű gyógyszertárat, majd a város társadalmi, közjótékonysági és kulturális ügyeiben élénk tevékenységet fejtett ki. Az első világháború idején több segélyakciót is szervezett, melynek eredményként évente több száz gyermeket, özvegyet és árvát láttak el ruhamenűvel. 1918-ban létrehozta a Keresztényszocialista Pártot. 1920-ban megszervezte a Keresztény Polgári Kört, egyúttal a Hangya Szövetkezet elnöke lett. 1921-ben, a Nyugat-magyarországi felkelés alkalmával felkelőcsapatot szervezett, s részt vett a burgenlandi harcokban, ennek elismeréseként Lajtabánság Emlékérmet kapott. 1927-ben megindította a Sárvári Hírlap című újságot, ennek egyben szerkesztője és kiadója is volt. Az országgyűlési választásokon több ízben is elindult, négy ciklusban is megválasztották városbírónak, ezen tisztséget 1930. április 16-tól 1939. július 21-ig viselte. Lakása a második világháború során bombatalálatot kapott. Üzletét 1947-ben újranyitotta, azonban azt 1950-ben kártalanítás nélkül államosították. Ezután Csopakra költözött, s Veszprémben, valamint Tapolcán és Balatonfüreden dolgozott mint beosztott gyógyszerész. Érdemeinek elismeréséül magyar királyi kormánytanácsossá nevezték ki 1924-ben. A Lajos bajor királyi kereszt tulajdonosa. Írásait közölte a sárvári helyi lap. Halálát szívizomelfajulás, érelmeszesedés okozta.

## Emlékezete
Sárvár Város Önkormányzati Képviselő-testülete 1993. augusztus 3-án Eőry Vilmost a város és annak polgárai érdekében végzett kiemelkedő munkásságáért Sárvár város díszpolgárává avatta.